# رود وارزینا
رود وارزینا (انگلیسی: Varzina) یک رودخانه در استان مورمانسک کشور روسیه است.